# Damaromyia whitei
Damaromyia whitei är en tvåvingeart som först beskrevs av Hardy 1920.  Damaromyia whitei ingår i släktet Damaromyia och familjen vapenflugor. Inga underarter finns listade i Catalogue of Life.